# マルコ・ブランカ
マルコ・ブランカ（Marco Branca, 1965年1月6日 - ）は、イタリア・グロッセート出身の元サッカー選手。現役時代のポジションはフォワード。

## 経歴

### 選手時代
1984年、当時セリエBに所属していたカリアリ・カルチョでプロデビュー。数多くのクラブに在籍し、1990-91シーズンには、サンプドリアでリーグ戦20試合で5得点を決め、チーム初のセリエA制覇に貢献した。1995年にはパルマでUEFAカップを制した。1996年にマルコ・デルベッキオとのトレードでASローマからインテルナツィオナーレ・ミラノへ移籍した。ここではマウリツィオ・ガンツとコンビを組み、2シーズン半で25得点を挙げた。選手生活の晩年にはイタリア国外のミドルズブラFCやFCルツェルンでもプレーし、2001年に引退した。

### 引退後
2002年、古巣のインテルにスカウトとして復帰。その後TDに就任し、ガブリエーレ・オリアーリSDと共にルシオ、ディエゴ・ミリート、ティアゴ・モッタ、ヴェスレイ・スナイデル、サミュエル・エトオなどの獲得を成功させ、2010年の三冠達成に貢献した。
2014年1月、当時の主力選手であったフレディ・グアリンの移籍交渉をライバルのユヴェントスFCと行ったためサポーターの反感を買い、2月8日に双方合意の下で契約を解消した。